# Saint-Vincent-de-Cosse
Saint-Vincent-de-Cosse é uma comuna francesa na região administrativa da Nova Aquitânia, no departamento Dordonha. Estende-se por uma área de 7,19 km². Em 2010 a comuna tinha 375 habitantes (densidade: 52,2 hab./km²).